# 3485 Barucci
3485 Barucci eller 1983 NU är en asteroid i huvudbältet som upptäcktes den 11 juli 1983 av den amerikanske astronomen Edward L.G. Bowell vid Anderson Mesa Station. Den är uppkallad efter den italienska astronomen Maria A. Barucci.
Asteroiden har en diameter på ungefär 15 kilometer och den tillhör asteroidgruppen Nysa.